# Hyphovatus
Hyphovatus là một chi bọ cánh cứng trong họ Dytiscidae.
Chi này được Wewalka & Biström miêu tả khoa học năm 1994.

## Các loài
Các loài trong chi này gồm:
- Hyphovatus dismorphus (Biström, 1984)
- Hyphovatus manfredi Wewalka & Biström, 1994
- Hyphovatus prapatensis Wewalka & Biström, 1994